# Alfons Deloor
Alfons Deloor, né le 3 juin 1910 à Bois-d'Haine (Manage) et mort le 23 mars 1995 à Malines, est un coureur cycliste belge, professionnel entre 1929 et 1940. 
Ses plus grand succès ont été obtenus au Tour d'Espagne, où il a gagné une étape en 1936. La même année, il finit second de cette course, juste derrière son frère, Gustaaf.
Il s'est également illustré dans la course Liège-Bastogne-Liège qu’il remporte en 1938.

## Palmarès
- 1931
  - 2e du Grote Prijs Dr. Eugeen Roggeman
  - 3e du Circuit de Belgique
- 1932
  - Circuit des régions flamandes
  - 2e du Tour des Flandres
  - 3e du Circuit du Pays flamand
  - 10e de Paris-Roubaix
- 1933
  - 2e du Circuit de Corrèze
  - 2e du Tour du Limbourg
  - 2e du Tour de Belgique
  - 4e de Paris-Nice
  - 4e du Tour des Flandres
  - 6e de Paris-Roubaix
  - 8e de Paris-Bruxelles
- 1934
  - 2e étape du Tour de Catalogne
  - 2e de Paris-Bruxelles
  - 2e du Tour de Catalogne
  - 3e du Tour de Belgique
- 1935
  - Circuit de Belgique
  - 6e du Tour d'Espagne
  - 10e de Paris-Nice
- 1936
  - 14e étape du Tour d'Espagne
  - 2e du Tour d'Espagne
  - 3e de Paris-Nice
  - 6e du Tour de Suisse
  - 7e de Paris-Bruxelles
- 1938
  - Liège-Bastogne-Liège
  - Grand Prix de Brasschaat
  - 2e du Grote Prijs Dr. Eugeen Roggeman

## Résultats sur les grands tours

### Tour de France
1 participation 
- 1933 : 27e

### Tour d'Italie
1 participation 
- 1937 : 31e

### Tour d'Espagne
2 participations 
- 1935 : 6e
- 1936 : 2e, vainqueur de la 14e étape